# كيث مكينتوش
كيث مكينتوش (بالإنجليزية: Keith McIntosh)‏ هو لاعب كرة قدم أسترالية أسترالي، ولد في 6 سبتمبر 1928، وتوفي في 31 يوليو 2015.

## وصلات خارجية
- كيث مكينتوش على موقع AustralianFootball.com (الإنجليزية)
- كيث مكينتوش على موقع AFLtables.com (الإنجليزية)